# Entedoninae
Die Entedoninae bilden eine Unterfamilie der Erzwespenfamilie Eulophidae. Das Taxon geht auf Arnold Foerster im Jahr 1856 zurück.

## Taxonomie
Molekularbiologische Untersuchungen von Burks, Heraty, Gebiola und Hansson (2011) lassen darauf schließen, dass die Gruppe monophyletisch ist. Die Entedoninae werden in zwei Tribus gegliedert: Entedonini und Euderomphalini.

## Merkmale
Die Gruppe wird innerhalb der Familie der Eulophidae mittels phylogenetischer und morphologischer Studien beschrieben. Die Entedoninae zeichnen sich durch folgende Eigenschaften aus: Die Notauli sind nicht vollständig, tief und gekrümmt. Das Gesicht weist sehr häufig frontale Gruben auf. Das Scutellum besitzt ein Paar Borsten (Setae). Der mesoskutale Mittellobus hat zwei Borstenpaare. Der Scapus der männlichen Fühler weist sensorische Poren an der ventralen Kante auf. Das Propodeum hat einen subspirakulären Fortsatz. Die Submarginalader besitzt zwei Äste. Die Marginalader ist relativ lang. Die Stigmalader ist relativ kurz.

## Verbreitung
Die Entedoninae sind auf allen Kontinenten außer Antarktika vertreten.

## Lebensweise
Die Entedoninae sind hauptsächlich solitäre oder gregäre primäre oder sekundäre Endoparasitoide verborgener Insektenlarven, in wenigen Fällen auch von Eiern und Puppen. Viele Gattungen besitzen ein gut abgegrenztes Wirtsspektrum. Es werden Käfer attackiert sowie blattminierende Larven aus den Ordnungen der Schmetterlinge, Zweiflügler und Hautflügler parasitiert.
Zu den Wirten der Entedonini gehören Blattminierer und Gallerzeuger. Alle Eulophidae, die Mottenschildläuse (Aleyrodoidea) parasitieren, gehören zur Tribus Euderomphalini.

## Innere Systematik
Die Unterfamilie umfasst etwa 93 Gattungen. Im Folgenden die Gattungen der Entedoninae nach Noyes (2019).
- Acanthala Hansson, 2000
- Achrysocharoides Girault, 1913
- Afrotroppopsis Gumovsky, 2007
- Aleuroctonus LaSalle & Schauff, 1994
- Ambocybe Ubaidillah & LaSalle, 2000
- Ametallon Ashmead, 1904
- Apleurotropis Girault, 1913
- Asecodes Foerster, 1856
- Astichomyiia Girault, 1917
- Baeoentedon Girault, 1915
- Bridarolliella De Santis, 1949
- Cabeza Hansson & LaSalle, 2003
- Ceranisus Walker, 1842
- Chrysocharis Foerster, 1856
- Chrysocharodes Ashmead, 1894
- Chrysonotomyia Ashmead, 1904
- Closterocerus Westwood, 1833
- Clypecharis Gumovsky, 2003
- Clypomphale Boucek, 1988
- Colpixys Waterston, 1916
- Cornugon Hansson, 2011
- Dasyomphale LaSalle & Schauff, 1994
- Davincia Girault, 1924
- Dentalion Hansson, 2011
- Derostenoides Girault, 1915
- Derostenus Westwood, 1833
- Dinopteridion Hansson, 2004
- Driopteron Hansson, 2004
- Dubeyiella Khan, Agnohitri & Sushil, 2005
- Emersonella Girault, 1916
- Emersonella Girault, 1916
- Encyrtomphale Girault, 1915
- Entedon Dalman, 1820
- Entedonomphale Girault, 1915
- Entedononecremnus Girault, 1915
- Epichrysoatomus Girault, 1916
- Eprhopalotus Girault, 1916
- Euderomphale Girault, 1916
- Goetheana Girault, 1920
- Grassator De Santis, 1948
- Hakuna Gumovsky & Boucek, 2006
- Holarcticesa Koçak & Kemal, 2010
- Horismenoides Girault, 1913
- Horismenus Walker, 1843
- Horismenus Walker, 1843
- Inti Hansson, 2010
- Ionympha Graham, 1959
- Itahipeus Hansson & LaSalle, 2003
- Janicharis Gumovsky & Delvare, 2006
- Klyngon Hansson, 2005
- Kokandia Efremova & Kriskovich, 1995
- Mestocharis Foerster, 1878
- Microdonophagus Schauff, 1986
- Monteithius Boucek, 1988
- Monterrondo Hansson & LaSalle, 2003
- Myrmobomyia Gumovsky & Boucek, 2005
- Myrmokata Boucek, 1972
- Neochrysocharis Kurdjumov, 1912
- Neopediobopsis Narendran, 1994
- Neopomphale LaSalle & Schauff, 1994
- Obesulus Boucek, 1988
- Omphale Haliday, 1833
- Omphalentedon Girault, 1915
- Oradis Hansson, 2002
- Paphagus Walker, 1843
- Paracrias Ashmead, 1904
- Parahorismenus Girault, 1915
- Parzaommomyia Girault, 1915
- Pediobius Walker, 1846
- Pediobopsis Girault, 1913
- Pediocharis Boucek, 1988
- Pelorotelus Ashmead, 1904
- Perditorulus Hansson, 1996
- Piekna Boucek, 1988
- Platocharis Kerrich, 1969
- Pleurotropopseus Girault, 1913
- Pleurotroppopsis Girault, 1913
- Pomphale Husain, Rauf & Kudeshia, 1983
- Proacrias Ihering, 1914
- Sanyangia Yang, 1996
- Sarasvatia Hedqvist, 1976
- Schizocharis Kerrich, 1969
- Shardiella Sushil & Khan, 1997
- Sifraneurus Hansson & LaSalle, 2003
- Sporrongia Gumovsky, 1998
- Tanava Brethes, 1918
- Thripobius Ferriere, 1938
- Tropicharis Hansson, 1998
- Uroderostenus Ashmead, 1904
- Xenopomphale Hansson & LaSalle, 2003
- Xiphentedon Risbec, 1957
- Zaommomentedon Girault, 1915
- Zaommomyiella Girault, 1913

Zur Tribus Euderomphalini werden folgende Gattungen gezählt: Aleuroctonus, Baeoentedon, Cabeza, Dasyomphale, Entedononecremnus, Euderomphale, Itahipeus, Monterrondo, Neopomphale, Sifraneurus und Xenopomphale.